# UCI World Tour 2017
L'UCI World Tour 2017 è la settima edizione del circuito organizzato dall'UCI, che sostituisce il vecchio calendario mondiale.
Ad imporsi nella graduatoria finale fu il belga Greg Van Avermaet della BMC Racing Team; la classifica a squadre andò invece al Team Sky.

## Squadre
Le squadre con licenza World Tour sono diciotto, rappresentanti tredici diversi Paesi: rispetto alla precedente stagione non vi sono stati nuovi inserimenti. Tali squadre partecipano di diritto a tutti gli eventi del calendario UCI World Tour, ai quali possono prendere parte, su invito degli organizzatori, anche alcune squadre professionistiche dei circuiti continentali (Professional Continental). 
| Cod. | Squadra                                   | Biciclette  | Gruppo        | Ruote         |
| ---- | ----------------------------------------- | ----------- | ------------- | ------------- |
| ALM  | AG2R La Mondiale (2017)                   | Factor      | Shimano       | Mavic         |
| AST  | Astana Pro Team (2017)                    | Argon 18    | Shimano/FSA   | Vision Wheels |
| TBM  | Bahrain-Merida (2017)                     | Merida      | Shimano       | Fulcrum       |
| BMC  | BMC Racing Team (2017)                    | BMC         | Shimano       | Shimano       |
| BOH  | Bora-Hansgrohe (2017)                     | Specialized | Shimano       | Roval         |
| CDT  | Cannondale-Drapac Pro Cycling Team (2017) | Cannondale  | Shimano       | Mavic         |
| FDJ  | FDJ (2017)                                | Lapierre    | Shimano       | Shimano       |
| LTS  | Lotto Soudal (2017)                       | Ridley      | Campagnolo    | Campagnolo    |
| MOV  | Movistar Team (2017)                      | Canyon      | Campagnolo    | Campagnolo    |
| ORS  | Orica-Scott (2017)                        | Scott       | Shimano       | Shimano       |
| QST  | Quick-Step Floors (2017)                  | Specialized | Shimano       | Roval         |
| DDD  | Team Dimension Data (2017)                | Cervélo     | Shimano/Rotor | Enve          |
| KAT  | Team Katusha Alpecin (2017)               | Canyon      | SRAM          | Zipp          |
| TLJ  | Team Lotto NL-Jumbo (2017)                | Bianchi     | Shimano       | Shimano       |
| SKY  | Team Sky (2017)                           | Pinarello   | Shimano       | Shimano       |
| SUN  | Team Sunweb (2017)                        | Giant       | Shimano       | Shimano       |
| TFS  | Trek-Segafredo (2017)                     | Trek        | Shimano       | Bontrager     |
| UAD  | UAE Team Emirates (2017)                  | Colnago     | Campagnolo    | Campagnolo    |

## Calendario
Tutti gli eventi dell'UCI World Tour 2016 sono stati inclusi, anche se alcuni di essi programmati in date diverse rispetto alle edizioni precedenti. Al calendario del 2017 sono state aggiunte dieci nuove gare. Un undicesimo evento, il Tour del Qatar, è stato originariamente aggiunto nell'ottobre 2016, ma è stato cancellato nel dicembre dello stesso anno a causa della mancanza di sponsorizzazioni.
| Corsa | Data                   | Evento                                            | Vincitore          | Squadra              | Leader della Cl. mondiale |
| ----- | ---------------------- | ------------------------------------------------- | ------------------ | -------------------- | ------------------------- |
| 1     | 17-22 gennaio          | Tour Down Under (2017)                            | Richie Porte       | BMC Racing Team      | Richie Porte              |
| 2     | 29 gennaio             | Cadel Evans Great Ocean Road Race (2017)          | Nikias Arndt       | Team Sunweb          | Richie Porte              |
| 3     | 23-26 febbraio         | Abu Dhabi Tour (2017)                             | Rui Costa          | UAE Team Emirates    | Richie Porte              |
| 4     | 25 febbraio            | Omloop Het Nieuwsblad (2017)                      | Greg Van Avermaet  | BMC Racing Team      | Richie Porte              |
| 5     | 4 marzo                | Strade Bianche (2017)                             | Michał Kwiatkowski | Team Sky             | Richie Porte              |
| 6     | 5-12 marzo             | Parigi-Nizza (2017)                               | Sergio Henao       | Team Sky             | Richie Porte              |
| 7     | 8-14 marzo             | Tirreno-Adriatico (2017)                          | Nairo Quintana     | Movistar Team        | Richie Porte              |
| 8     | 18 marzo               | Milano-Sanremo (2017)                             | Michał Kwiatkowski | Team Sky             | Peter Sagan               |
| 9     | 20-26 marzo            | Volta Ciclista a Catalunya (2017)                 | Alejandro Valverde | Movistar Team        | Greg Van Avermaet         |
| 10    | 22 marzo               | Dwars door Vlaanderen (2017)                      | Yves Lampaert      | Quick-Step Floors    | Peter Sagan               |
| 11    | 24 marzo               | E3 Harelbeke (2017)                               | Greg Van Avermaet  | BMC Racing Team      | Greg Van Avermaet         |
| 12    | 26 marzo               | Gand-Wevelgem (2017)                              | Greg Van Avermaet  | BMC Racing Team      | Greg Van Avermaet         |
| 13    | 2 aprile               | Giro delle Fiandre (2017)                         | Philippe Gilbert   | Quick-Step Floors    | Greg Van Avermaet         |
| 14    | 3-8 aprile             | Vuelta al País Vasco (2017)                       | Alejandro Valverde | Movistar Team        | Greg Van Avermaet         |
| 15    | 9 aprile               | Parigi-Roubaix (2017)                             | Greg Van Avermaet  | BMC Racing Team      | Greg Van Avermaet         |
| 16    | 16 aprile              | Amstel Gold Race (2017)                           | Philippe Gilbert   | Quick-Step Floors    | Greg Van Avermaet         |
| 17    | 19 aprile              | Freccia Vallone (2017)                            | Alejandro Valverde | Movistar Team        | Greg Van Avermaet         |
| 18    | 23 aprile              | Liegi-Bastogne-Liegi (2017)                       | Alejandro Valverde | Movistar Team        | Greg Van Avermaet         |
| 19    | 25-30 aprile           | Tour de Romandie (2017)                           | Richie Porte       | BMC Racing Team      | Greg Van Avermaet         |
| 20    | 1º maggio              | Rund um den Finanzplatz Eschborn-Frankfurt (2017) | Alexander Kristoff | Team Katusha-Alpecin | Greg Van Avermaet         |
| 21    | 5-28 maggio            | Giro d'Italia (2017)                              | Tom Dumoulin       | Team Sunweb          | Greg Van Avermaet         |
| 22    | 14-20 maggio           | Tour of California (2017)                         | George Bennett     | Team Lotto NL-Jumbo  | Greg Van Avermaet         |
| 23    | 4-11 giugno            | Critérium du Dauphiné (2017)                      | Jakob Fuglsang     | Astana Pro Team      | Greg Van Avermaet         |
| 24    | 10-18 giugno           | Tour de Suisse (2017)                             | Simon Špilak       | Team Katusha-Alpecin | Greg Van Avermaet         |
| 25    | 1º-23 luglio           | Tour de France (2017)                             | Chris Froome       | Team Sky             | Greg Van Avermaet         |
| 26    | 29 luglio              | Clásica San Sebastián (2017)                      | Michał Kwiatkowski | Team Sky             | Greg Van Avermaet         |
| 27    | 29 luglio-4 agosto     | Tour de Pologne (2017)                            | Dylan Teuns        | BMC Racing Team      | Greg Van Avermaet         |
| 28    | 30 luglio              | RideLondon - Surrey Classic (2017)                | Alexander Kristoff | Team Katusha-Alpecin | Greg Van Avermaet         |
| 29    | 7-13 agosto            | BinckBank Tour (2017)                             | Tom Dumoulin       | Team Sunweb          | Greg Van Avermaet         |
| 30    | 19 agosto-10 settembre | Vuelta a España (2017)                            | Chris Froome       | Team Sky             | Greg Van Avermaet         |
| 31    | 20 agosto              | EuroEyes Cyclassics (2017)                        | Elia Viviani       | Team Sky             | Greg Van Avermaet         |
| 32    | 27 agosto              | Bretagne Classic Ouest-France (2017)              | Elia Viviani       | Team Sky             | Greg Van Avermaet         |
| 33    | 8 settembre            | Grand Prix Cycliste de Québec (2017)              | Peter Sagan        | Bora-Hansgrohe       | Greg Van Avermaet         |
| 34    | 10 settembre           | Grand Prix Cycliste de Montréal (2017)            | Diego Ulissi       | UAE Team Emirates    | Greg Van Avermaet         |
| 35    | 7 ottobre              | Giro di Lombardia (2017)                          | Vincenzo Nibali    | Bahrain-Merida       | Greg Van Avermaet         |
| 36    | 10-15 ottobre          | Presidential Cycling Tour of Turkey (2017)        | Diego Ulissi       | UAE Team Emirates    | Greg Van Avermaet         |
| 37    | 19-24 ottobre          | Tour of Guangxi (2017)                            | Tim Wellens        | Lotto-Soudal         | Greg Van Avermaet         |

## Classifiche
Risultati finali.
| Pos. | Corridore          | Squadra      | Punti |
| ---- | ------------------ | ------------ | ----- |
| 1    | Greg Van Avermaet  | BMC          | 3 582 |
| 2    | Chris Froome       | Sky          | 3 452 |
| 3    | Tom Dumoulin       | Sunweb       | 2 545 |
| 4    | Peter Sagan        | Bora         | 2 544 |
| 5    | Vincenzo Nibali    | Bahrain-Mer. | 2 196 |
| 6    | Michał Kwiatkowski | Sky          | 2 171 |
| 7    | Alejandro Valverde | Movistar     | 2 105 |
| 8    | Daniel Martin      | Quick-Step   | 2 050 |
| 9    | Michael Matthews   | Sunweb       | 2 049 |
| 10   | Alberto Contador   | Trek         | 1 987 |

| Pos. | Squadra           | Punti  |
| ---- | ----------------- | ------ |
| 1    | Team Sky          | 12 806 |
| 2    | Quick-Step Floors | 12 652 |
| 3    | BMC Racing Team   | 10 961 |
| 4    | Team Sunweb       | 8 033  |
| 5    | Trek-Segafredo    | 7 934  |
| 6    | Movistar Team     | 7 399  |
| 7    | Orica-Scott       | 7 190  |
| 8    | Bora-Hansgrohe    | 6 516  |
| 9    | AG2R La Mondiale  | 6 316  |
| 10   | Cannondale-Drapac | 5 748  |